# Cashero
Cashero is een dorp in de regio Santa Cruz op Aruba. Het ligt ongeveer 5 km ten oosten van Oranjestad.